# Rex Brown
Rex Brown (ur. 27 lipca 1964 w Graham w stanie Teksas w USA) – amerykański muzyk i instrumentalista. Zasłynął jako basista zespołu Pantera (1982–2003). Grał także w zespole Crowbar. Brał też udział w nagraniu płyty zespołu Down pt. Down II: A Bustle In Your Hedgerow, po której został stałym członkiem zespołu, aż do 2011 roku. W 1998 roku wystąpił gościnnie na płycie gitarzysty Alice in Chains, Jerry'ego Cantrella Boggy Depot.

## Dyskografia
- Metal Allegiance - Metal Allegiance (2015, gościnnie)[2]

## Instrumentarium
- Spector Rex-5XL - Rex signature bass[3]
- Custom Spector NS4-style bass[3]

## Publikacje
- Rex Brown, Official Truth, 101 Proof: The Inside Story of Pantera, Da Capo Press, 2014, ISBN 978-0-306-82288-9